# Tectona
Tectona is de botanische naam van een geslacht van bomen in de lipbloemenfamilie (Lamiaceae). Het geslacht telt drie soorten, die van nature in Zuid- en Zuidoost-Azië voorkomen. Van de drie is Tectona grandis de meest voorkomende soort en verreweg de meest gebruikte boom voor de productie van teakproducten

## Taxonomie
Tectona behoort tot de lipbloemenfamilie (Lamiaceae). Door sommige auteurs wordt het geslacht opgenomen in de onderfamilie Prostantheroideae.
Er zijn drie Tectona-soorten:
- Tectona grandis (teakboom) komt voor in Bangladesh, Thailand, China, India en Pakistan
- Tectona hamiltoniana (Dahat teakboom) is een endemische soort in Myanmar
- Tectona philippinensis (Filipijnse teakboom) is een endemische soort in de Filipijnen